# Маркграф (линеен кораб, 1913)
Маркграф (на немски: SMS Markgraf) е линеен кораб на Германския императорски военноморски флот третият кораб от типа „Кьониг“ дреднаути (заедно с „Гросер Курфюрст“, „Кьониг“ и „Кронпринц“), участник в Първата световна война. Наречен е в чест на кралския баденски род от маркграфство Баден, титлата (на немски: Markgraf) е немският аналог на френската маркиз.

## Строителство
Линкорът „Маркграф“ е заложен през ноември 1911 г. и спуснат на вода на 4 юни 1913 г. Въведен е в състава на флота на 1 октомври 1914 г., два месеца след началото на Първата световна война.

## История на службата
„Маркграф“, както и трите други еднотипни линкора, участва във всички основни операции на германския флот през войната, включая Ютландското сражение от 31 май – 1 юни 1916 г.
„Маркграф“ е третият съд в немската линия и взема активно участие в боя с британския Гранд Флийт. По време на боя „Маркграф“ получава попадения от пет снаряда голям калибър на английските линкори, а неговия екипаж понася загуби: 23 души са убити.
Линкорът „Маркграф“, през октомври 1917 г., взема участие в операция „Албион“, нападението над принадлежащите на Руската република острови в Рижкия залив. След успешното приключване на операцията се натъква на мина, по време на прехода си обратно в Германия.
След поражението на Германия и подписването на примирието, през ноември 1918 г., „Маркграф“ както и болшинството големи бойни кораби на Флота на Откритото море е интерниран от британския Кралски флот в Скапа Флоу. Корабите са разоръжени, техните екипажи – съкратени.
На 21 юни 1919 г., малко преди това, да бъде подписано Версайското съглашение, командващият интернирания флот контраадмирал Лудвиг фон Ройтер издава заповед за за потопяването на флота. При опит на англичаните да попречат на потопяването девет немски моряка загиват, включая капитана на кораба – Шуман. За разлика от болшинството други потопени съдове, „Маркграф“ не е изваден от водата и все още се намира на дъното на залива Скапа Флоу.